# 1901 في إسبانيا
فيما يلي قوائم الأحداث التي وقعت خلال عام 1901 في إسبانيا.

## أحداث
- 19 مايو – الانتخابات الإسبانية العامة 1901

## سياسة

### تعيين في المنصب
- 1 مارس – سيجسموندو موريت ministro de Gobernación  [لغات أخرى]‏.
- 6 مارس – ألفارو دي فيجويرا وتورس minister of Public Instruction and Fine Arts ‏.

### انتهاء فترة المنصب
- 1 يوليو – سيجسموندو موريت ministro de Gobernación  [لغات أخرى]‏.

## مواليد

### يناير
- 1 يناير – أنخيلا سيرنا
- 1 يناير – رودولفو خيل بن أمية صحفي إسباني.
- 12 يناير – سلفادور كاردونا
- 21 يناير – ريكاردو زامورا لاعب كرة قدم إسباني.

### مارس
- 14 مارس – فرانسيسكو غامبورينا لاعب كرة قدم إسباني.

### أبريل
- 14 أبريل – جوزيب بلاناس لاعب كرة قدم إسباني.

### أكتوبر
- 16 أكتوبر – إنريكي خاردييل بونثلا

### نوفمبر
- 22 نوفمبر – خواكين رودريغو

## وفيات

### فبراير
- 11 فبراير – رامون دي كامبوأمور (مواليد 1817) شاعر إسباني.

### يونيو
- 13 يونيو – ليوبولدو ألاس (مواليد 1852)